# Abolición del Sultanato otomano

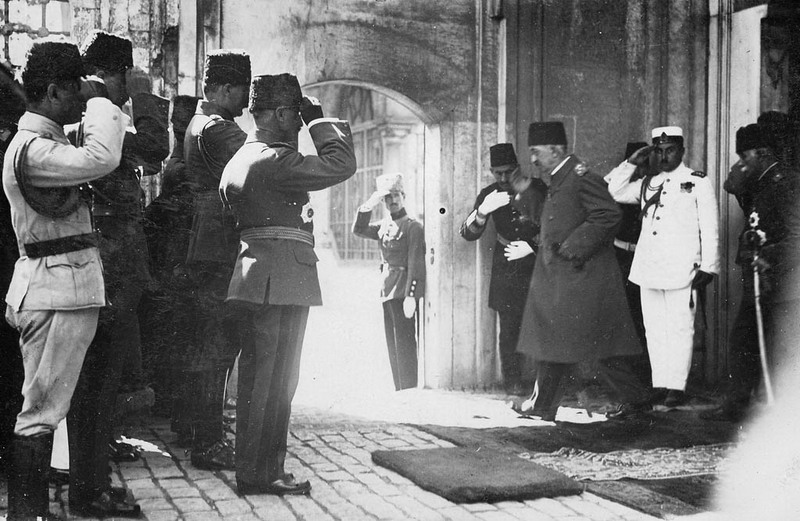
Mehmed VI partiendo por la puerta trasera del Palacio de Dolmabahçe.

La abolición del Sultanato otomano (en turco: Saltanatın kaldırılması) por la Gran Asamblea Nacional de Turquía el 1 de noviembre de 1922 puso fin al Imperio otomano que había existido desde aproximadamente 1299. El 11 de noviembre de 1922 en la Conferencia de Lausana, se reconoció la soberanía ejercida sobre Turquía por la Gran Asamblea Nacional a través del Gobierno de Angora (actualmente Ankara). El último sultán Mehmed VI abandonó la capital otomana Constantinopla (actual Estambul) el 17 de noviembre de 1922 a bordo del HMS Malaya. La situación legal se consolidó con la firma del Tratado de Lausana el 24 de julio de 1923 y la proclamación de la República de Turquía el 29 de octubre de 1923. En marzo de 1924, la abolición del califato marcó el fin del último vestigio de la antigua monarquía.

## Antecedentes
El ingreso del Imperio otomano en la Primera Guerra Mundial junto a las Potencias Centrales tuvo lugar el 11 de noviembre de 1914. El frente de Oriente Medio en la Primera Guerra Mundial concluyó con la firma del Armisticio de Mudros el 30 de octubre de 1918. Posteriormente, el 13 de noviembre de 1918 fuerzas británicas, francesas e italianas ocuparon Estambul. 
La partición del Imperio otomano comenzó con el Tratado de Londres (1915) y continuó a través de múltiples acuerdos, en su mayoría unilaterales entre los Aliados. Las tropas británicas iniciaron la ocupación de los edificios clave del imperio y comenzaron a arrestar nacionalistas tras el establecimiento de la administración militar en la noche del 15 de marzo de 1920. El 18 de marzo de 1920, el parlamento otomano se reunió y envió una protesta a los Aliados declarando inaceptable el arresto de cinco de sus miembros. Esta fue su última sesión y marcó el fin del sistema político otomano. El sultán Mehmed VI disolvió la Asamblea General del Imperio Otomano el 11 de abril de 1920. El gobierno de Estambul integrado por la burocracia pero sin parlamento quedó bajo la autoridad directa del sultán.
El Tratado de Sèvres firmado el 10 de agosto de 1920, formalizó la partición del Imperio otomano. En ese tiempo, aproximadamente 150 políticos fueron exiliados a Malta en diferentes oleadas. Mientras tanto, el Movimiento Nacional Turco liderado por Mustafa Kemal, estableció la Gran Asamblea Nacional de Turquía en Ankara el 23 de abril de 1920.
La Gran Asamblea Nacional de Turquía emprendió la Guerra de Independencia turca en oposición al gobierno monárquico de Estambul. Mehmed VI ostentaba el título de califa. Sin un parlamento funcional, el gobierno de Estambul creó la Kuva-yi İnzibatiye, también conocida como el «Ejército del Califato», con el propósito de luchar contra las "Kuva-yi Milliye" (Fuerzas Nacionales) de la Gran Asamblea Nacional. Se produjeron enfrentamientos en Bolu, Düzce, Hendek y Adapazarı, además de otras revueltas durante la Guerra de Independencia turca. El Ejército del Califato era leal al califato y recibió apoyo armamentístico de Gran Bretaña. Su objetivo estratégico compartido con los británicos era impedir el avance de las Fuerzas Nacionales hacia el estrecho del Bósforo. Sin embargo, el Ejército del Califato fue derrotado por las Fuerzas Nacionales. A pesar de que las Fuerzas Nacionales representaron la primera etapa de la resistencia nacionalista, la guerra irregular fue posteriormente abandonada. Antes del inicio del conflicto contra Grecia, las Fuerzas Nacionales constituyeron el embrión de un ejército turco organizado que posteriormente se convirtió en las Fuerzas Armadas de Turquía con la proclamación de la república.

## Fin del Imperio otomano
La soberanía del Imperio otomano estaba encarnada en la dinastía de Osmán I, su fundador y homónimo. Su familia había gobernado desde 1299, manteniendo una línea ininterrumpida a lo largo de la historia del imperio. El sultán otomano mantenía la autoridad suprema sobre la política del imperio. El sultán era el único y absoluto regente jefe de estado y jefe de gobierno. Los grandes visires y la política establecida por la constitución otomana funcionaban bajo el mandato del sultán.
Se extendió una invitación a los gobiernos de Estambul y Ankara para que asistieran a la Conferencia de Lausana. Mustafa Kemal estaba decidido a que solo el gobierno de Ankara fuera representado en la conferencia. El 1 de noviembre de 1922, la Gran Asamblea Nacional declaró que el gobierno del sultanato en Estambul ya no era el representante legal. También resolvió que Estambul (Constantinopla) no había sido la capital de la nación desde su ocupación por los Aliados. Además, declararon que el sultanato sería abolido. La abolición del sultanato puso fin al Imperio otomano. Tras conocer la resolución, Mehmed VI buscó refugio a bordo del buque de guerra británico HMS Malaya el 17 de noviembre de 1922.  ministros restantes de su gobierno aceptaron la nueva realidad política. No existe un documento oficial que declare la capitulación del estado por parte del gobierno otomano o del sultán; el sistema se resolvió por sí mismo. El 11 de noviembre de 1922, la Conferencia de Lausana reconoció la soberanía de la Gran Asamblea Nacional de Turquía, reemplazando al Imperio otomano. El último sultán Mehmed VI partió de Estambul el 17 de noviembre de 1922.
Se presentó una lista de 600 nombres a la Conferencia de Lausana los cuales serían declarados persona non grata. La lista que era un "Quién es Quién" del Imperio otomano tenía el propósito de eliminar a la élite gobernante otomana. Las negociaciones en Lausana redujeron el número a 150 nombres y el tratado fue firmado el 24 de julio de 1923.
La dinastía otomana encarnó el Califato otomano desde el siglo XVI comenzando con el reinado de Selim I. El cabeza de la familia otomana mantenía el título de califa, ejerciendo poder sobre todos los musulmanes tal como lo hizo el primo de Mehmed, Abdülmecid II. La dinastía otomana quedó como sucesora político-religiosa de Mahoma y líder de la comunidad musulmana mundial en un mundo posterior al Imperio otomano. El título de Abdülmecid II fue desafiado en 1916 por el líder de la Rebelión árabe Rey Husayn ibn Ali de Hiyaz quien denunció a Mehmed V, pero su reino fue derrotado y anexionado por Ibn Saúd en 1925.
Los súbditos griegos, búlgaros y serbios abandonaron el imperio durante el declive y modernización del Imperio otomano (1828-1908), mientras que los súbditos albaneses y armenios (movimiento nacional armenio y la República Democrática de Armenia) fueron desplazados o asesinados durante la derrota y disolución del Imperio otomano (1908-1922). Para 1922, la mayoría de los habitantes restantes en Turquía eran musulmanes de etnias turca o kurda. La Gran Asamblea Nacional de Turquía se proclamó República de Turquía el 29 de octubre de 1923.
Hubo miembros de la dinastía otomana que permanecieron en Turquía tras la proclamación de la república. También se elaboró una lista de exiliados que fue puesta en vigor por la República de Turquía el 23 de abril de 1924 (revisada el 1 de junio de 1924) que incluía los nombres de 120 adherentes de la dinastía otomana depuesta.